# Bactéria comedora de náilon e criacionismo
A descoberta de bactérias comedoras de náilon tem sido usada para educar e desafiar os argumentos criacionistas contra a evolução e seleção natural. Essas bactérias podem produzir novas enzimas que permitem que se alimentem de subprodutos da fabricação do náilon que não existiam antes da invenção do náilon na década de 1930. A observação dessas adaptações refuta os argumentos pseudocientíficos e criacionistas de que nenhuma informação nova pode ser adicionada a um genoma e que as proteínas são muito complexas para evoluir por meio de um processo de mutação e seleção natural. Apologistas produziram uma vasta literatura reacionária tentando negar que a evolução ocorra, por sua vez, gerando discussões na comunidade científica.

## Provas e educação
Há um consenso científico de que a capacidade de sintetizar a nylonase provavelmente se desenvolveu como uma mutação de etapa única que sobreviveu porque melhorou a aptidão das bactérias que possuíam a mutação. Isso é visto como um bom exemplo de evolução por meio de mutação e seleção natural que foi observado conforme sua ocorrência e que não poderia ter ocorrido antes de existir o náilon criado pelos humanos.
A descoberta foi divulgada pela primeira vez por defensores da educação científica, como o National Center for Science Education dos Estados Unidos (NCSE) e os New Mexicans for Science and Reason (NMSR), que afirmaram que a pesquisa refuta as afirmações feitas por criacionistas e proponentes do design inteligente. As alegações eram de que mutações aleatórias e seleção natural nunca podem adicionar novas informações a um genoma e de que as chances contra a emergência de uma nova proteína útil, como uma enzima, por meio de um processo de mutação aleatória seriam proibitivamente altas.
O físico Dave Thomas, presidente da NMSR, observou que a duplicação de genes e as mutações por mudança da matriz de leitura eram fontes poderosas de mutação aleatória. Em particular, em resposta a comentários de criacionistas como Don Batten, o NMSR afirmou que foram essas mutações que deram origem à nylonase, mesmo que os genes fossem parte de um plasmídeo, conforme sugerido por Batten.

## Apologética
Os defensores do criacionismo, como Answers in Genesis e Creation Ministries International, citaram o horticulturalista e apologista Don Batten, apontando que a pesquisa científica mostrou que os genes envolvidos estavam em um plasmídeo e alegando que o fenômeno é evidência de que plasmídeos em bactérias são um recurso projetado, destinado a permitir que as bactérias se adaptem facilmente a novas fontes de alimentos ou lidem com produtos químicos tóxicos. Batten escreveu:
Parece claro que os plasmídeos são características projetadas de bactérias que permitem a adaptação a novas fontes de alimentos ou a degradação de toxinas. Os detalhes de como eles fazem isso ainda precisam ser elucidados. Os resultados até agora sugerem claramente que essas adaptações não aconteceram por mutações casuais, mas por algum mecanismo projetado.
Essas reivindicações foram rejeitadas. NMSR apontou que a duplicação de genes e mutações por mudança da matriz de leitura que deram origem à nylonase foram fontes poderosas de mutação aleatória, quer os genes fizessem ou não parte de um plasmídeo, como sugerido por Batten. Uma postagem no TalkOrigins por Ian Musgrave afirmou que as bactérias carregam muitos genes em plasmídeos, particularmente aqueles envolvidos no manuseio de xenobióticos ou funções metabólicas. Musgrave acrescentou que em Pseudomonas, a maioria dos genes de degradação xenobiótica estão em plasmídeos. Portanto, é inteiramente provável que uma enzima de manuseio xenobiótica surja de mutações de genes de manuseio xenobiótico. O fato de esses genes estarem em plasmídeos não invalida o fato de que eles existem, e existem apenas em duas cepas de bactérias. Musgrave também criticou Batten por apresentar erroneamente as conclusões de alguns dos autores da literatura científica sobre bactérias comedoras de náilon.
A MSNBC publicou um editorial do escritor científico Ker Than afirmando que a evolução das enzimas, conhecidas como nylonase, produzidas por bactérias comedoras de náilon era um argumento convincente contra a alegação feita pelos defensores do design inteligente de que a complexidade especificada exigia um designer inteligente, uma vez que a nylonase funcional foi especificada e complexa. O teólogo e proponente do design inteligente William Dembski postou uma resposta que questionava se as mudanças genéticas que produziram a nylonase eram complexas o suficiente para serem consideradas complexidade especificada. O professor de biologia Ken Miller disse que os proponentes do design inteligente afirmam que não podemos ver o design ou a evolução ocorrendo e que, portanto, de acordo com os proponentes do design, design inteligente e evolução são apenas questões de fé ou visão de mundo. Ele acrescentou que, no entanto, a evolução da enzima nylonase, que os cientistas conseguiram repetir em laboratório com outra cepa de bactéria, é um entre vários casos que mostram que a evolução pode ser observada à medida que ocorre.